# Dubbele moord en zelfmoord van Chris Benoit
Tussen vrijdag 22 juni en zondag 24 juni 2007 vermoordde Canadees showworstelaar Chris Benoit, die optrad voor de organisatie WWE, zijn vrouw Nancy Toffoloni en hun zevenjarig zoontje Daniel in een dubbele moordaanslag, na eerder huiselijk geweld te hebben gepleegd. Benoit doodde zijn gezin bij wijze van verhanging, waarna hij op dezelfde wijze zelfmoord pleegde. Op 25 juni 2007 werden de drie lichamen gevonden in hun huis in Fayetteville, Georgia.

## Achtergrond
Dader Chris Benoit uit Edmonton (Alberta) was 40 jaar oud. De feiten gebeurden een maand na zijn veertigste verjaardag. Benoit debuteerde in 1985 als worstelaar en sinds 2000 was hij actief voor de toonaangevende federatie World Wrestling Entertainment (WWE) bestuurd door Vince McMahon. Hij gold als een icoon binnen de worstelwereld en was in het verleden jarenlang actief voor organisaties in Japan. Benoit huwde in 2000 met Nancy Toffoloni, een professioneel worstelpersoonlijkheid die eerder getrouwd was met de professioneel worstelaar Kevin Sullivan, die met Benoit samenwerkte bij de Amerikaanse organisatie World Championship Wrestling.
Chris Benoit en Nancy Toffoloni werden ouders van een zoon, Daniel, die een mentale beperking zou hebben gehad. Benoit had nog een zoon uit een vorig huwelijk met Martina, David, die niet bij het drama was betrokken. Tot een week voor de moorden en zijn zelfmoord bleef hij gewoon zijn beroep uitoefenen op de Amerikaanse televisie. Destijds was hij wekelijks te zien in de worstelshow Extreme Championship Wrestling van WWE. Zijn laatste optreden dateerde van 19 juni 2007, toen hij de ring deelde met zijn toen minder bekende collega Elijah Burke.

## Familiedrama
Op 25 juni 2007 werden Chris Benoit, zijn vrouw Nancy en hun zeven jaar oude zoon Daniel dood aangetroffen in hun huis in het Amerikaanse Fayetteville (Georgia). Op 27 juni 2007 gaf de officier van justitie Scott Ballard een persconferentie, waarin hij bekendmaakte dat Chris Benoit zijn vrouw en kind vermoord heeft en daarna zelfmoord heeft gepleegd. Die dag verspreidde het nieuws over de wanhoopsdaad zich zeer snel. Zijn vrouw had hij vastgebonden en ze stierf op vrijdag; Daniel stierf op zaterdag, beiden aan verstikking. Benoit heeft zichzelf daarna op zaterdagavond of zondagochtend opgehangen; hij werd gevonden in zijn eigen krachthonk (aan een toestel met gewichten/bench press-toestel). Benoit had voor zijn succesvolle zelfmoordpoging een overdosis steroïden geïnjecteerd.
Het was de bedoeling dat Benoit rond de periode van zijn wanhoopsdaden bij een worstelevenement zou verschijnen, met name het evenement Vengeance: Night of Champions door WWE (met CM Punk als tegenstander). Benoit had specifiek op de avond van zijn dood moeten optreden in het Toyota Center in Houston (Texas). Vanwege familieomstandigheden had Benoit echter afgezegd. Dat nieuws werd nog diezelfde avond bekendgemaakt (op 24 juni 2007). Benoit stuurde even voor zijn dood nog wel een aantal verwarrende sms'jes naar andere worstelaars zoals een van zijn beste vrienden Chavo Guerrero; de neef van zijn overleden vriend Eddie Guerrero. Chavo Guerrero getuigde hierover in Talk is Jericho, de podcast van de Canadese professioneel worstelaar en zanger Chris Jericho.
Opvallend was dat de dood van de vrouw van Benoit al 14 uur voordat het lichaam gevonden werd al op de Engelstalige Wikipedia te vinden was. Volgens een woordvoerder van Wikipedia was het bericht van het overlijden van Nancy Benoit geplaatst vanaf een IP-adres geregistreerd in Stamford, Connecticut, waar ook de World Wrestling Entertainment is gesitueerd. Geschrokken door de commotie plaatste de anonieme gebruiker later (ook anoniem) een bericht op Wikinews waarin hij sprak van een vreselijk toeval. De gebruiker had de dood van Nancy Benoit als een daad van vandalisme op Wikipedia geplaatst. Het feit dat de gebruiker in Stamford woonde, was louter toeval.

## Oorzaken
Wat Benoit precies dreef om zijn gezin (en zichzelf) de dood in te jagen, is tot op heden anno 2021 nog onbekend. Onderzoek ging reeds uit van steroïdenmisbruik en een depressie. In 2003 vroeg zijn vrouw Nancy al eens de scheiding aan (wat ze weer introk) en in 2005 overleed zijn goede vriend Eddie Guerrero aan de gevolgen van een hartfalen na een hartinfarct. Benoit zou de dood van Guerrero nooit hebben weten te verwerken.
Benoit en Eddie Guerrero kenden elkaar al sinds de tijd dat ze samen in Japan worstelden en werden beste vrienden. Liefhebbers van professioneel worstelen hebben dat overigens kunnen zien; Benoit brak eens emotioneel op televisie, aangaande de dood van Guerrero (tijdens een WWE-show op 14 november 2005). In 2006 sprak hij net als zijn Mexicaanse collega's Rey Mysterio en Eddies neef Chavo Guerrero jr. de menigte toe bij de WWE Hall of Fame-ceremonie, waarbij de overleden Guerrero werd opgenomen in de Hall of Fame.
In de loop der jaren kwamen verschillende mogelijke beweeggronden of drijfveren aan de oppervlakte. Benoit zou extensieve hersenschade hebben opgelopen; een gevolg van zijn vele jaren als professioneel worstelaar,en dan met name nadrukkelijk vanwege het uitvoeren van zijn beweging de "Diving Headbutt" vanaf de bovenste spanschroef van de ring; een van zijn populairdere bewegingen.
"Chris zei me [tijdens onze laatste wedstrijd samen]; "Praat met me, ik zou het [scenario van onze wedstrijd] weleens kunnen vergeten." Dat lijkt me nu een teken aan de wand, zeker na de berichten over de hersenscan."
Een controversiële CT-scan van Benoits hoofd, genomen twee jaar na zijn dood, wees uit dat Benoit destijds al over een brein beschikte dat leek op dat van een 85-jarige persoon die leed aan de ziekte van Alzheimer. Dit onderzoek werd binnen het milieu echter afgedaan als "een slag in het gezicht van showworstelaars" (een aanfluiting) en werd verder een "absurde propositie" genoemd. Aangezien professioneel worstelen gesimuleerde vechtsportwedstrijden omvat die gepaard gaan met een ingestudeerd scenario, vreesde Benoit – aldus zijn collega Elijah Burke – toen al dat hij het "script" zou vergeten vanwege mentale problemen.
De enige echte reden voor zijn daden zou nooit achterhaald worden of dat is nog niet gebeurd.

## Reacties
Aangezien de omstandigheden waarin Benoit en gezin waren komen te overlijden op 24 juni 2007 nog onbekend waren, bracht zijn werkgever World Wrestling Entertainment aanvankelijk een achteraf erg ongemakkelijke hommage aan de worstelaar. De federatie vertoonde de drie uur durende show, getiteld "WWE Monday Night Raw" Chris Benoit Memorial, op 25 juni 2007, een dag na zijn dood. Daarin spraken worstelaars als Triple H en Edge over hoe zij zich Benoit zouden herinneren.
Toen de omstandigheden aan het licht kwamen, werd Benoit meteen postuum verguisd door WWE. Eigenaar en voorzitter Vince McMahon sprak op 26 juni 2007 de fans toe en verklaarde dat zijn bedrijf zich volledig distantieerde van Chris Benoit.
De beeltenis van Benoit werd overal verwijderd en beeldmateriaal waarop hij te zien is werd overal aangepast zodat hij er niet meer op te zien is. Een recenter voorbeeld hiervan is een waarin de federatie haar meest importante titelriemen, het World Heavyweight Championship ("Golden Belt") en WWE Championship, fuseerde bij het evenement Tables, Ladders and Chairs op 15 december 2013. Randy Orton en John Cena, twee uithangborden van de federatie, namen het tegen elkaar op bij dat evenement en Orton kreeg uiteindelijk de eer de kampioenschappen te verenigen. Orton won destijds zijn eerste World Heavyweight Championship tegen Benoit, bij het evenement SummerSlam op 15 augustus 2004. Een promotiefilmpje met betrekking op de wedstrijd tussen Orton en Cena bij het evenement TLC bevat beelden van Ortons wedstrijd tegen de toenmalige titelhouder Benoit. Echter is Benoit op geen enkel moment zichtbaar. Daarnaast is hij nergens te bespeuren in de videogames over WWE, geproduceerd door 2K Games, en Benoit wordt verbannen uit documentaires en dvd's die handelen over de federatie.